# Hjortø
Hjortø är en dansk ö i det Sydfynske Øhav, belägen mellan Drejø och Tåsinge. Den hör till Region Syddanmark och Svendborgs kommun. Hjortø har färjeförbindelse med Svendborg på Fyn. Ön har 7 fastboende (2021), på en yta om 0,89 km².